# Кения на юношеских Олимпийских играх
Кения принимает участие в юношеских Олимпийских играх: в летних Играх — начиная с Игр 2010 года, в зимних Играх — начиная с Игр 2016 года.
Спортсмены Кении на всех юношеских Олимпийских играх выиграли в сумме 15 медалей, из них 8 золотых, все медали завоёваны на летних Играх; в неофициальном медальном зачёте спортивная делегация Кении занимает 28-е место.

## Медальный зачёт

### Медали на летних юношеских Олимпийских играх
| Игры              | Участников | Золото | Серебро | Бронза | Всего | Место |
| 2010 Сингапур     | 10         | 3      | 0       | 3      | 6     | 18    |
| 2014 Нанкин       | 24         | 2      | 2       | 1      | 5     | 31    |
| 2018 Буэнос-Айрес | 19         | 3      | 1       | 0      | 4     | 27    |
| Всего             | Всего      | 8      | 3       | 4      | 15    | 20    |

### Медали на зимних юношеских Олимпийских играх
| Игры             | Участников     | Золото         | Серебро        | Бронза         | Всего          | Место          |
| 2016 Лиллехаммер | 1              | 0              | 0              | 0              | 0              | —              |
| 2020 Лозанна     | не участвовали | не участвовали | не участвовали | не участвовали | не участвовали | не участвовали |
| Всего            | Всего          | 0              | 0              | 0              | 0              | —              |